# Теобальд Батлер, 2-й главный кравчий Ирландии
Теобальд Ле Ботиллер, также известен как Теобальд Батлер, 2-й барон Батлер (англ. Theobald Butler, 2th Chief Butler of Ireland; январь 1200 — 19 июля 1230) — ирландский барон и землевладелец, 2-й главный кравчий Ирландии (1206—1230).

## Биография
Единственный сын Теобальда Уолтера, 1-го барона Батлера и 1-го главного кравчего Ирландии (1165—1206) и Мод Ле Вавасур (1176—1226).
В феврале 1206 года после смерти своего отца Теобальд Батлер унаследовал титул 2-го барона Батлера и церемониальную должность главного кравчего Ирландии.
18 июля 1222 года Теобальд Батлер принёс английской короне оммаж за свои владения. В 1229—1230 годах Теобальд Батлер участвовал в неудачной военной кампании короля Генриха III против Франции. Он скончался 19 июля 1230 года в Пуату (Франция). Был похоронен в аббатстве Арклоу (графство Уиклоу).

## Браки и дети
В 1222 году Теобальд Батлер женился на Джоан де Мариско, дочери Джеффри де Мариско, лорда-юстициария Ирландии. У них были дети:
- Теобальд Батлер, 3-й главный кравчий Ирландии (1224—1285)

Через три года после смерти первой жены, в 1225 году, получив разрешение короля Англии Генриха III, Теобальд женился на Рохезе де Вердун, дочери Николаса де Вердуна из Олтона (графство Стаффордшир) и Джоан де Ласи, вдове Уильяма Персеваля де Сомери. Брачное соглашение было заключено 4 сентября 1225 года. Их дети:
- Джон де Вердун (1226—1274), получил во владение западную часть лордства Мит[англ.] после брака с Марджери де Ласи, сестрой Мод де Ласи[англ.], женой Жоффруа де Женевиля, 1-го барона Женевиля
- Мод де Вердун (ум. 27 ноября 1283), 1-й муж — Джон Фиц-Алан, 6-й граф Арундел (ок. 1223—1267), 2-й муж — Ричард де Амундевиль[2]
- Изабелла де Вердун (1225—1328)
- Николас де Вердун (1228—1271)